# ミスターのいいじゃないか!踊り
ミスターのいいじゃないか!踊り（ミスターのいいじゃないか!おどり）は、『水曜どうでしょう』DVDシリーズ第4弾「サイコロ3」内のシークレット映像。副音声付。正式名称は「ミスターのいいじゃないか!踊り【Saicorne ver.】」（ミスターのいいじゃないか!おどり サイコーネバージョン）。

## 概要
『水曜どうでしょう』特別企画「プチ復活!思い出のロケ地を訪ねる小さな旅」内で出来た「ミスターのいいじゃないか!運動」の「踊り」と見られる。
『水曜どうでしょう』テーマソング「1/6の夢旅人2002」をアレンジした「1/6の夢旅人2002 〜sicorne ver．featuring 大泉 洋〜」の曲にあわせて、ミスター（鈴井貴之の絵）が、銭湯で陽気に約1分半踊る映像である。
ちなみにこれの前に「プチ復活!思い出のロケ地を訪ねる小さな旅」のエンディングで、「いいじゃないか!踊り」と見られる踊りを原曲「1/6の夢旅人2002」に乗って披露している（ただし、振り付けは一部似ているが違う）。

## 編集・その他
藤村D曰く、本編編集よりも時間を費やしているという。大泉洋も出演している。大泉は、この映像に対し、藤村に「社長になにをやらせてるんだ!」と一喝（副音声にて）。
絵の胴体にミスターの顔を貼り付けて踊らせているだけなので表情はまったく変わらないというどうでしょうには珍しい短編アニメとなっている。

## 出演・スタッフ
- 曲：1/6の夢旅人2002〜Saicorne ver.〜 ※正式には「1/6の夢旅人2002 〜sicorne ver．featuring 大泉 洋〜」
- 唄：樋口了一 featuring 大泉洋
- 踊り：鈴井貴之
- 絵：松村裕美
- 舞台装飾：坂谷ゆう子
- 振り付け／指導：藤村忠寿